# Institut supérieur d'administration et de management
Pour les articles homonymes, voir ISAM.

L’Institut supérieur d’administration et de management est une ancienne école supérieure française, du Groupe Sup de Co Amiens Picardie. L’ISAM était reconnu par l’État et son diplôme était visé par le ministère chargé de l’enseignement supérieur. L'école de niveau bac+3, a été fondée en 1988. Elle a été intégrée en 2012 dans France Business School.
Le corps professoral de l’école était composé à la fois de professeurs permanents du Groupe Sup de Co Amiens mais aussi de professionnels issus du monde de l’entreprise.

## Admissions
En formation initiale, l’admission à l’ISAM d’Amiens se faisait par la voie du concours Atout +3, une banque d’épreuves écrites regroupant 11 écoles en France.
L’admission en première année, pour trois ans d’études, était ouverte aux bacheliers et futur bacheliers ou d'un titre français ou étranger admis en dispense.
L’admission en deuxième année, pour deux ans d’études, était ouverte aux candidats titulaires d'une première année d’études supérieures (premier cycle universitaire français ou cycle universitaire étranger admis en dispense, classe préparatoire, préparation d'un BTS ou d'un DUT). Le Bac +1 doit être validé.
L’admission en troisième année, pour un an d’études, était ouverte aux candidats titulaires d'un DUT, d'un BTS, d'un DEUG, ou d'un titre français ou étranger sanctionnant au moins deux années d'études supérieures admis en dispense. 
Le concours comportait des épreuves écrites et des épreuves orales pour l'entrée en première année et uniquement des épreuves orales pour l'entrée en deuxième ou troisième année.
Il était aussi possible d’effectuer sa troisième année en apprentissage.

## ISAM&CO – l’association des anciens
Depuis 1988, plus de 1000 étudiants ont été diplômés. L’association des anciens ISAM&CO travaille à la promotion de la réussite de ses membres, à la publication d’un annuaire...

## Anciens célèbres
- Antoine Mindjimba, ancien champion de France de hockey sur glace ;
- Matthieu Guinard, directeur international internet de Yves Rocher;
- Xavier Thuilot, président délégué du LOSC ;
- Mathieu Marlier, agent célébrités;
- Geoffroy H. Lamarche (1999), avocat d'affaires canadien.